# SGI Origin 200

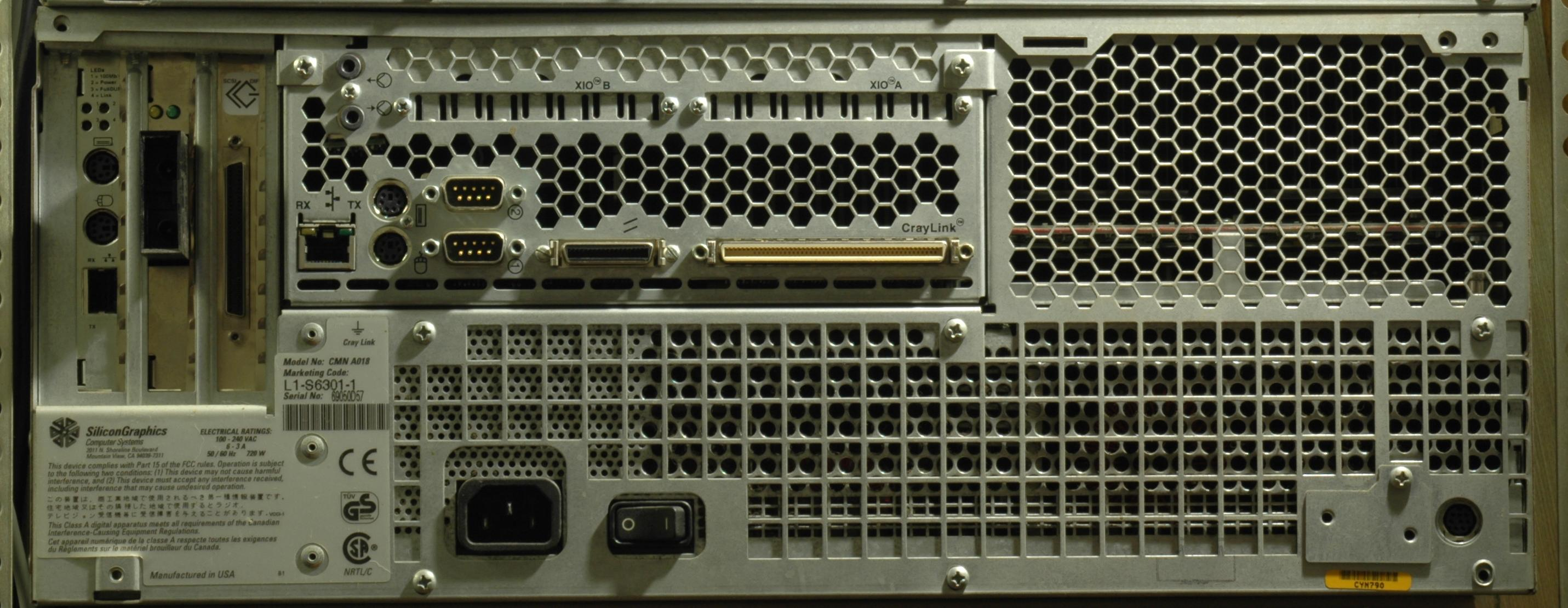
Vista posterior

El SGI Origin 200, con el nombre de código Speedo, fue un servidor nivel de entrada desarrollado y fabricado por SGI, introducido en octubre de 1996 para acompañar a su Origin 2000 de gama media alta. Se basa en la misma arquitectura que Origin 2000, pero tiene una implementación de hardware no relacionada. En el momento de la introducción, estos sistemas ejecutaban los sistemas operativos IRIX 6.4 y, posteriormente, los sistemas operativos IRIX 6.5. El Origin 200 se suspendió el 30 de junio de 2002. 

## Hardware
El Origin 200 consta de uno o dos módulos. En configuraciones con dos módulos, la estructura de interconexión NUMAlink 2 (originalmente CrayLink) se utiliza para conectar los dos módulos entre sí. Usando dos módulos, las capacidades del Origin 200 (la cantidad de procesadores, la cantidad de memoria, etc.) se duplican. Los gabinetes Origin 200 y Origin 200 GIGAchannel pueden configurarse como una torre con "revestimientos" que cubren el metal desnudo con fines estéticos, o como un gabinete de montaje en rack compatible con bastidores de 19 o 21 pulgadas. 

## Módulos
Cada módulo contiene una placa base, siete compartimentos para unidades de 3,5 pulgadas y dos compartimentos para unidades de 5,25 pulgadas. En las configuraciones donde se usa un gabinete de expansión Origin 200 GIGAchannel, el módulo también contiene una placa Crosstown que se conecta a la placa base. Cada módulo estaba limitado a dos CPUs.

### Placa base
La placa base contiene el Hub ASIC, un puente PCI, dos controladores SCSI, dos UART y un controlador Ethernet. El puente PCI proporciona el bus PCI para las tres ranuras PCI-X y los controladores de E/S. 

### Procesador
Los procesadores están ubicados en un PIMM (Módulo de memoria incluido en el procesador) que se conecta a la placa base. Cuando se introdujo por primera vez, el Origin 200 admite uno o dos procesadores R10000 con 1 o 4 MB de caché L2 cada uno. En agosto de 1998, un PIMM actualizado con el que se introdujeron los procesadores R10000 de 225 MHz. Después, los procesadores R12000 de 270 MHz estuvieron disponibles. Los PIMM vienen en dos versiones: procesador único y procesador doble. No es posible actualizar estos sistemas a un sistema de procesador dual utilizando dos PIMM de un solo procesador, ya que solo hay un conector PIMM en la placa base.

### Memoria
La placa base soporta 32 MB a 2 GB de memoria a través de ocho ranuras DIMM organizadas en cuatro bancos. DIMMs con capacidades de 16, 32, 64 y 256 MB son compatibles. Los módulos DIMM se instalan en pares. 

## GIGAchannel
El Origin 200 GIGAchannel es un gabinete de expansión que se conecta a los módulos de Origin 200 a través de dos cables XIO. Proporciona cuatro ranuras PCI-X adicionales y cinco ranuras XIO. El GIGAchannel contiene un ASIC Crossbow (Xbow), que es una barra transversal de ocho puertos que proporciona cinco rutas de datos a las cinco ranuras XIO y una ruta de datos única al puente PCI. Los dos puertos restantes en el ASIC están conectados a los conectores XIO utilizados para conectar el subsistema a los módulos Origin 200. 